# Тарка, Дэвид
Дэвид Нил Тарка (англ. David Neil Tarka; 11 февраля 1983, Перт, Австралия) — бывший австралийский футболист, защитник.

## Карьера
Большую часть карьеры провел в клубе «Перт Глори». В 2003 году уезжал в английский «Ноттингем Форест». За два сезона пребывания в команде австралиец не сыграл за нее ни одного матча. После возвращения на родину вновь выступал за «Перт Глори».
В 2004 году принимал участие в Олимпийских играх в Афинах. За главную национальную команду страны 6 апреля в матче против Вануату (3:0). Всего за австралийцев провел две игры. Тарка был в заявке сборной на победном Кубке ОФК 2004 года.

## Достижения

### Международные
- Обладатель Кубка наций ОФК (1): 2004.

### Национальные
- Чемпион (победитель плей-офф) National Soccer League (NSL) (1): 2003
- Серебряный призер регулярного первенства National Soccer League (NSL) (1): 2002/03.
- Победитель championship series NSL (1): 2003.